# 1994-es magyar asztalitenisz-bajnokság
Az 1994-es magyar asztalitenisz-bajnokság a hetvenhetedik magyar bajnokság volt. A bajnokságot február 19. és 20. között rendezték meg Budapesten, a Statisztika Marczibányi téri csarnokában.

## Eredmények
| Versenyszám  | Arany                                                                  | Arany | Ezüst                                                                      | Ezüst | Bronz | Bronz |
| ------------ | ---------------------------------------------------------------------- | ----- | -------------------------------------------------------------------------- | ----- | --- | ----- |
| Férfi egyéni | Harczi Zsolt Kiskunfélegyházi AC                                       |       | Varga Sándor Kiskunfélegyházi AC                                           |       | Németh Károly Postás SESzosznyák Attila Badener TTA                                                              |       |
| Női egyéni   | Braun Éva BSE                                                          |       | Tóth Krisztina Statisztika Petőfi SC                                       |       | Gazsi Ildikó Postás SEÉllő Vivien Statisztika Petőfi SC                                                          |       |
| Férfi páros  | Holló Zsolt, Turbók Attila TuS 08 Reinberg , VÖEST Linz                |       | Németh Károly, Pagonyi Róbert Postás SE                                    |       | Harczi Zsolt, Somosi Miklós Kiskunfélegyházi ACVarga Sándor, Vitsek Iván Kiskunfélegyházi AC                     |       |
| Női páros    | Bátorfi Csilla, Tóth Krisztina FC Langweid , Statisztika Petőfi SC     |       | Káhn Szilvia, Wirth Veronika DSG Union Desselbrunn , Statisztika Petőfi SC |       | Fazekas Mária, Molnár Zita Statisztika Petőfi SCGazsi Ildikó, Braun Éva Postás SE, BSE                           |       |
| Vegyes páros | Bátorfi Zoltán, Tóth Krisztina Spvg Niedermark , Statisztika Petőfi SC |       | Harczi Zsolt, Éllő Vivien Kiskunfélegyházi AC, Statisztika Petőfi SC       |       | Németh Károly, Braun Éva Postás SE, BSEVarga Sándor, Harsányi Katalin Kiskunfélegyházi AC, Statisztika Petőfi SC |       |